# Йоргос Наум
Йоргос Наум (грец. Γιώργος Ναούμ, нар. 21 лютого 2001, Строволос) — кіпрський футболіст, півзахисник клубу АЕК (Ларнака). Володар Кубка Кіпру.

## Клубна кар'єра
Йоргос Наум народився 2001 року в місті Строволос. Займався в юнацьких команд футбольних клубів АПОЕЛ, «Падова» та АЕК (Ларнака). У 2019 році Наум розпочав грати за першу команду клубу АЕК. У складі команди в сезоні 2024—2025 років футболіст став володарем Кубка Кіпру.

## Виступи за збірні
У 2017 році Йоргос Наум дебютував у складі юнацької збірної Кіпру, загалом на юнацькому рівні взяв участь в 11 іграх, відзначившись одним забитим голом.
Протягом 2021—2023 років Наум грав у складі молодіжної збірної Кіпру. На молодіжному рівні зіграв у 8 офіційних матчах, забив 1 гол.

## Титули і досягнення
- Володар Кубка Кіпру (1):

АЕК (Ларнака): 2024–2025